# Хадутейяха (приток Етыпура)
Хадутейяха (устар. Хадутей-Яха) — река в России, протекает по Ямало-Ненецкому АО. Устье реки находится в 157 км по правому берегу реки Етыпур. Длина реки составляет 130 км.

## Притоки
- Касияха (пр)
- 46 км: без названия (лв)
- 61 км: Нготояха (пр)
- 69 км: Якудияха (пр)
- Качысяяха (пр)
- 77 км: Малейяха (пр)
- 119 км: Хадутейяхатарка (пр)

## Данные водного реестра
По данным государственного водного реестра России относится к Нижнеобскому бассейновому округу, водохозяйственный участок реки — Пур, речной подбассейн реки — подбассейн отсутствует. Речной бассейн реки — Пур.
Код объекта в государственном водном реестре — 15040000112115300057299.